# رخ ملغاشي (طائر)
الرُّخ الملغاشي أو أبيورنيس أو (الطائر الفيل من الأنجليزية) (الاسم العلمي: Aepyornis). هو جنس طائر عملاق منقرض عاش في جزيرة مدغشقر. وقد يكون هذا الطائر مصدر قصة السندباد مع الرخ المذكورة في كتاب الف ليلة وليلة.

## الوصف
يشبه الرخ الملغاشي طيور النعام الأفريقية والأسترالية ولايستطيع الطيران كذلك. ويعتبر هذا الطائر أضخم الطيور حيث قد يصل طوله إلى ثلاثة أمتار ووزنه إلى 500 كلغ. العامل البشري أحد أهم الأسباب التي ادت لإنقرض هذا الطائر حسب العلماء خلال القرن السادس عشر. 
لايزال سكان مدغشقر يعثرون على بيضه المتحجر إلى يومنا هذا، حيث تستعمل كآنية، حيث يبلغ محيط البيضة حوالي متر واحد، بطول 34 سم وحجم تسع ليترات.

## الانتشار
موطنه الأصلي في جزيرة مدغشقر حيث عاش وانقرض، ولا توجد دلائل على وجوده في مكان آخر.

## قائمة الأنواع
- Aepyornis gracilis Monnier 1913
- Aepyornis hildebrandti Burckhardt 1893
- Aepyornis maximus Geoffroy-Saint Hilaire 1851
- Aepyornis medius Milne-Edwards & Grandidier 1866

## المصدر والمراجع
1. 1 2 3 4 5 6 7  Brands, S. (2008)
2. ↑  إدوار غالب (1988). الموسوعة في علوم الطبيعة: تبحث في الزراعة والنبات والحيوان والجيولوجيا (بالعربية واللاتينية والألمانية والفرنسية والإنجليزية) (ط. 2). بيروت: دار المشرق. ص. 651. ISBN:978-2-7214-2148-7. OCLC:44585590. OL:12529883M. QID:Q113297966. يُقَابله بالإنجليزية: Aepyornis
3. ↑  قاموس مصطلحات الفلاحة (بالعربية والفرنسية). الجزائر العاصمة: المجلس الأعلى للغة العربية بالجزائر. 2018. ص. 18. ISBN:978-9931-681-42-7. OCLC:1100055505. QID:Q121071043.